# Amministrazione militare finlandese della Carelia orientale
L'Amministrazione militare finlandese della Carelia orientale venne istituita in quelle aree della Repubblica Socialista Sovietica Carelo-Finlandese che vennero occupate dall'esercito finlandese durante la guerra di continuazione. 
L'amministrazione non comprendeva i territori ceduti all'Unione Sovietica nel trattato di pace di Mosca (1940) e successivamente riconquistata dai finlandesi durante l'offensiva estiva del 1941.

## Contesto
Gli interessi finlandesi nella Carelia russa risalgono al XIX secolo. La Carelia orientale veniva vista come la culla della cultura finlandese e la terra dell'antica saga eroica del Kalevala. Unitamente al nascente sentimento finlandese anti-russo, la "questione careliana" venne politicizzata. Il 23 febbraio 1918, in piena guerra civile finlandese, il Comandante in capo dell'esercito finlandese barone Carl Gustaf Emil Mannerheim, che si trovava nella città di Antrea (ora ribattezzata dai russi Kamennogorsk), proclamò un famoso ordine del giorno in cui egli giurava "in nome dell'esercito finlandese di non rinfoderare la spada prima che l'ultimo soldato di Lenin non sia stato espulso, non solamente dalla Finlandia, ma anche da Arcangelo e dalla Carelia".
Durante e dopo la guerra civile vennero lanciate diverse spedizioni militari di soldati volontari (heimosodat) con l'obiettivo di "liberare" il "popolo fratello" careliano (e gli altri finnici del Baltico, con l'ambizioso scopo di creare una «Grande Finlandia») dai russi, senza successo.
La guerra di continuazione e la fiducia in una rapida vittoria militare della Germania nazista sull'Unione Sovietica diede un nuovo impulso all'irredentismo finlandese. Le aspirazioni finlandesi in Carelia orientale vennero giustificate dalle affinità etnico-culturali tra finlandesi e careliani e sia da fattori di sicurezza militare. Durante la primavera del 1941, quando il governo finlandese comprese appieno la vastità dei piani tedeschi di invasione ed occupazione dell'URSS, il presidente finlandese Ryti commissionò ai professori di geografia Väinö Auer e di storia Eino Jutikkala uno studio per dimostrare "dottamente" che la Carelia orientale fosse parte integrante dello spazio vitale finlandese. Il libro che ne risultò, Finnlands Lebensraum ("Spazio vitale della Finlandia"), venne pubblicato nell'autunno 1941 con l'obiettivo di legittimare le aspirazioni territoriali finlandesi al pubblico internazionale. Un simile libro scritto dallo storico Jalmari Jaakkola, Die Ostfrage Finnlands ("La questione orientale finlandese") era stato pubblicato l'estate dello stesso anno.
L'estensione della frontiera finlandese a est non creava, tra l'altro, problemi ai nazisti: la creazione di una «grande Finlandia» era in totale sintonia con i propositi hitleriani di indebolire e dividere la Russia, e l'area che la Finlandia si voleva annettere non era importante per la Germania, a parte la penisola di Kola con le sue risorse naturali. All'inizio Hitler cercò di annettere direttamente Kola alla Germania, ma subito dopo la offrì alla Finlandia come incentivo a continuare gli sforzi bellici contro l'URSS: in una conversazione del 27 novembre 1941 con il ministro degli esteri finlandese Witting, il Führer fece balenare confini finlandesi che correvano dal Mar Bianco sino ai fiumi Svir e Neva, con la sola riserva di ordine politico costituita dal fatto che la Germania desiderava la cogestione dei depositi di nichel di Kola.
I territori che la Finlandia aveva ceduto all'URSS con la pace di Mosca (1940) vennero ufficialmente reincorporati, finendo gradualmente sotto il controllo dell'amministrazione civile di Helsinki. I territori della Carelia orientale rimasero viceversa sotto l'amministrazione militare.

## Organizzazione

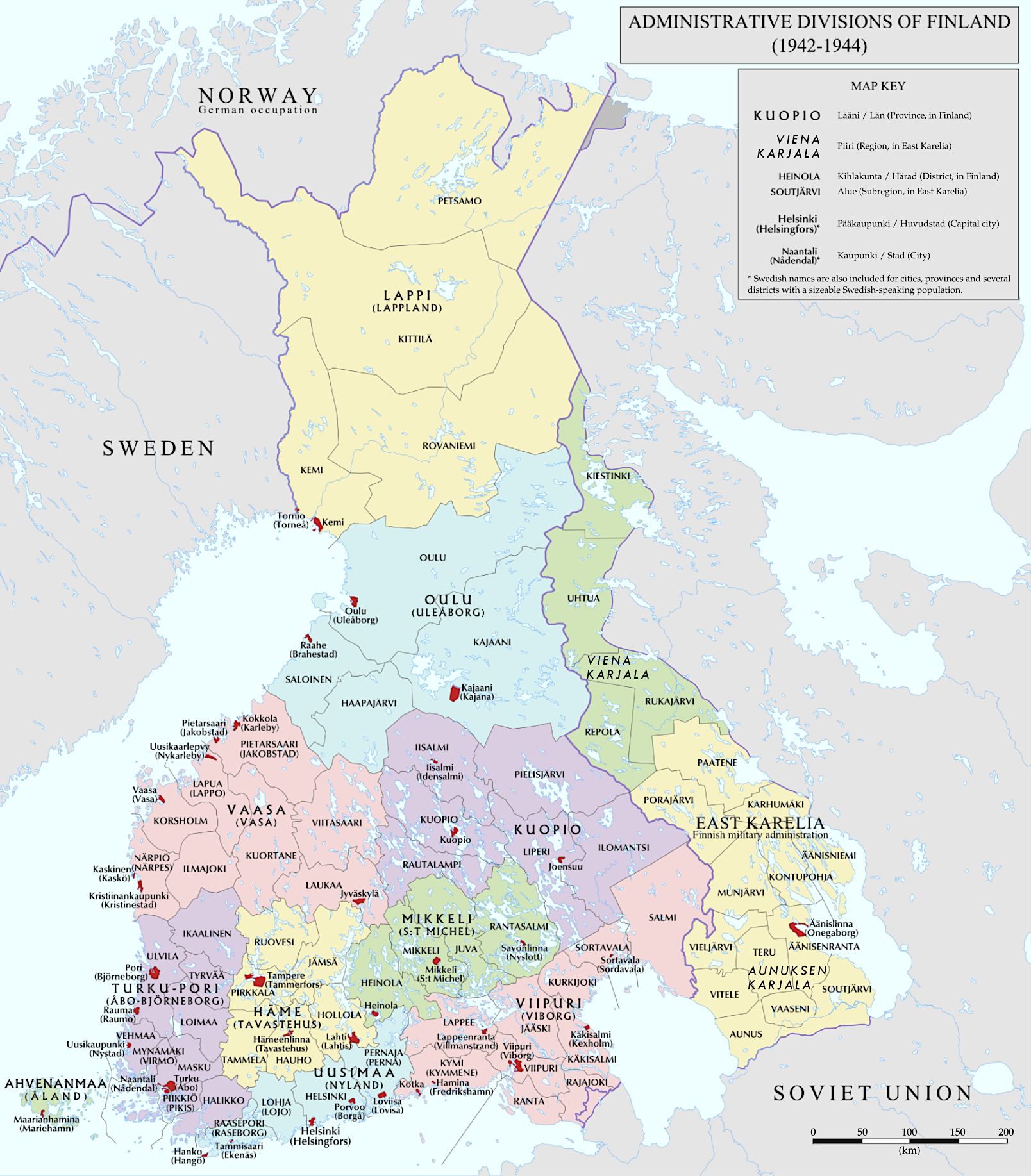
Mappa amministrativa della Finlandia nel 1942-1944 (inclusa la Carelia orientale)

L'amministrazione militare venne istituita su ordine del comandante in capo delle forze finlandesi barone Carl Gustaf Emil Mannerheim, e rimase sotto controllo dei militari, non del governo del presidente Jukka Rangell.  In base ai piani redatti dal quartie generale dell'esercito finlandese nell'estate 1941, infatti, spettava alle autorità d'occupazione della Carelia orientale il compito di preparare quella regione a un'integrazione permanente con la Finlandia. L'amministrazione delle aree occupate venne posta sullo stesso piano di una struttura militare responsabile direttamente nei confronti di Mannerheim, anche se in pratica essa operò spesso con relativa indipendenza; il suo personale era composto per la maggior parte da membri della Società accademica per la Carelia o di altri gruppi che avevano abbracciato con entusiasmo la causa della «grande Finlandia». Questi gruppi fornirono anche la maggior parte dei volontari che prestarono servizio nella Carelia orientale in qualità di medici e di infermieri.
Il territorio venne diviso inizialmente in 3 distretti ("piiri"), che furono in seguito suddivisi in sotto-regioni ("alue"). L'amministrazione militare impose ed utilizzò esclusivamente i toponimi finlandesi-careliani (i nomi russi sono indicati tra parentesi).
Lista delle divisioni amministrative della Carelia orientale:
- Aunus (Olonets) district
  - Città di Äänislinna/Onegaborg (Petrozavodsk)
  - Aunus
  - Vitele
  - Vieljärvji
  - Kontupohja (Kondopoga)
  - Munjärvi (Munozero)
  - Teru/Prääsä (Pryazha)
  - Soutjärvi (Shyoltozero)
  - Vaaseni (Važiny)
  - Äänisniemi (Zaonežje)
  - Äänisenranta (Prionezhsky)
- Maaselkä (Maselga) district
  - Rukajärvi (Rugozero)
  - Paatene (Padany)
  - Porajärvi (Porosozero)
  - Karhumäki (Medvezhyegorsk)
  - Repola
- Viena (Belomorye) district
  - Kiestinki (Kestenga)
  - Uhtua (Uchta)

Il distretto di Maaselkä venne abolito verso la fine del 1942. Le sotto-regioni di Karhumäki, Paatene e Porajärvi furono annesse al distretto di Aunus e le sotto-regioni di Repola e Rukajärvi furono inglobati al distretto di Viena.

### Quartier generale
L'amministrazione militare aveva originariamente base a Mikkeli, in Finlandia, dove era situato lo staff generale dell'esercito finlandese. Il 15 ottobre venne trasferita a Joensuu, sempre in Finlandia, e infine, il 15 novembre 1943, ad Äänislinna (Petrozavodsk), KFSSR (attuale Federazione russa).

## Politiche di occupazione
L'obiettivo di lungo termine dell'occupazione militare era di rendere possibile l'integrazione permanente della Carelia orientale nello stato finlandese dopo la vittoria finale della Germania contro l'Unione Sovietica.

### Finnicizzazione
Durante gli anni della dominazione sovietica la regione era stata rapidamente e intensificamente russificata. Le purghe staliniane avevano sostanzialmente eliminato l'intellighenzia di lingua e di cultura finlandese della società careliana.
La finnicizzazione della Carelia orientale iniziò subito: le località russe furono ribattezzate con nomi finlandesi. Poiché la maggioranza delle località in Carelia orientale aveva un'alternativa storica in finlandese o careliano che era ancora in uso nella KFSSR, non fu necessaria un'intensa opera di nazionalizzazione dei toponimi. Eccezioni importanti furono invece Petroskoi (Petrozavodsk), che suonava troppo "russa" e fu rinominata Äänislinna, una traduzione letterale in finlandese del toponimo Onegaborg usato nel Theatrum Orbis Terrarum di Abramo Ortelio. Sebbene le truppe finlandesi non raggiunsero mai Kemi (Kem) sulla costa del Mar Bianco, anche questa località sarebbe stata rinominata, in quanto un'altra città aveva lo stesso nome nella regione della Lapponia; venne suggerito come nuovo nome Vienanlinna ("Castello di Viena"), in quanto molte città finlandesi terminavano con il suffisso -linna (ad esempio, Hämeenlinna, Savonlinna).
Le strade vennero rinominate in onore a patrioti e finlandesi famosi (come Mannerheim, Elias Lönnrot, Elias Simojoki e Paavo Talvela), così come con nomi contenuti nel Kalevala e nel Kanteletar. Alla popolazione della careliana venne inoltre scoraggiata a dare ai propri bambini nomi di origine slava.

### Politiche etniche
L'Armata Rossa aveva evacuato la maggior parte della popolazione già prima dell'arrivo dei finlandesi e sotto l'occupazione militare rimasero solamente 85.000 persone, prevalentemente anziani, donne e bambini, mentre la popolazione pre-bellica era di circa 300.000 anime. Le forze sovietiche avevano portato via loro le riserve di cibo al momento della ritirata oppure le avevano distrutte sul posto.
La popolazione venne distinta su base etnica in "nazionali" e "non nazionali", con l'intenzione di trasformare i "nazionali" in futuri cittadini della «grande Finlandia» e di deportare in Russia i "non nazionali" (considerati stranieri) al più presto possibile. In termini di razioni di cibo e cure sanitarie i "nazionali" erano privilegiati rispetto ai "non nazionali".

### Istruzione e propaganda
A beneficio dei "nazionali", venne istituito un sistema scolastico basato sul modello finlandese, con l'istituzione di una scuola obbligatoria per i ragazzi tra i 7 e i 15 anni di età. 
Alla fine del 1942, 110 scuole elementari erano già state istituite nella Carelia orientale con una popolazione scolastica di oltre 10.000 ragazzi. La lingua d'istruzione era il finlandese e l'istruzione si caratterizzava per una forte connotazione patriottica e cristiana.
Anche nei settori della popolazione adulta vi fu un'intensa opera di instillazione dei valori finlandesi parallelamente a un'intensa attività di distribuzione delle terre, con l'obiettivo di creare una classe locale di piccoli proprietari terrieri di origine finlandese. Durante il periodo dell'occupazione, si cercò anche di rivitalizzare l'osservanza religiosa, che era stata duramente repressa durante gli anni dell'occupazione sovietica. L'idea centrale di questa politica era di sostenere e alimentare i sentimenti di anticomunismo tra i "nazionali".